# Mammut
En mammut er en nu uddød meget stor elefantart. Mammutten levede i Nordeuropa, Asien og Nordamerika frem til sidste istid. Der er fundet knogler af dem talrige steder bl.a. i Danmark. Det mest berømte fund er fra Beresovka i Sibirien, hvor en hel mammut i år 1900 blev gravet ud af permafrossen jord. Senere er der fundet flere eksemplarer. Ordet mammut stammer fra russisk, som har det fra tatarisk.
Uldhåret mammut (Mammuthus primigenius) er måske den bedst kendte art. Den er kendt fra store mængder fund af tænder, stødtænder og knogler samt enkelte frosne helt eller delvist bevarede eksemplarer fra Nordamerika og Rusland. Der er også fund af mammut fra Danmark. Uldhåret mammut kendes tidligst fra den sidste del af Saale-istiden (for ca. 150.000 år siden) og uddøde over det meste af verden ved afslutningen af den sidste istid (Weichsel-istiden). Dog overlevede en race af mindre mammutter på Wrangel-øen indtil ca. 1.700 f.Kr. Uldhåret mammut menes at nedstamme fra steppe-mammutten (Mammuthus trogontherii).
Den uldhårede mammut uddøde for 12.000 - 10.000 år siden angiveligt som følge af klima- og vegetationsændringer, muligvis i kombination med jagt. Nogle få hundrede eksemplarer, der overlevede indtil for omkring 4.000 år siden på Wrangel øen i Nord-sibirisk på størrelse med Sjælland, uddøde derimod sandsynligvis på grund af  genetisk nedsmeltning ifølge tidsskriftet PLOS Genetics i 2017. Som hovedregel sker der en genetisk selektion blandt dyrearter, altså en positiv effekt af genmutationer, men i små og isolerede populationer kan det modsatte opstå  genetisk drift. 
Det vil sige, at dyrene udvikler mærkværdige mutationer, som ikke er fordelagtige for dem, hvilket kan føre til decideret genetisk nedsmeltning, som ikke er identisk med indavl. Man ved fra tidligere studier af sommerfugle, at hvis en population bliver for lille og isoleret, så uddør den. Wrangel-mammutterne gik tydeligvis i en genetisk nedsmeltning, hvor de efter alt at dømme mistede det meste af lugtesansen. Det fik dem formentlig til at blive sky og undgå hinandens selskab. Samtidig forandrede deres pels sig og blev mærkværdigt skinnende, nærmest som silke. Det kunne forskerne se i detaljer i Wrangel-mamutternes arvemasse. Fremtidig DNA-forskning kan meget vel løfte sløret for, om det var tilfældet for fastlands-mammutterne.

## Mytologi og overtro
Fra 1200-tallet gravede oldtidens folk i det gamle Sibirien mammutter op[kilde mangler]. De troede, at mammutterne levede under jorden og døde, hvis de så dagens lys[kilde mangler]. De mente at mammutten var en slags overnaturligt væsen, en slags trold[kilde mangler]

## Nye metoder
Forskerne har taget nye metoder i brug for at fastlægge tidsforhold og relationer af masseuddøen af dyr og planter. Med eDNA kan det fastslås at mammutten uddøde i Sibirien for bare 4000 år siden - ikke kun på grund af menneskers jagt, men hovedsagelig på grund af klimaændringer.

## Arter
- †Mammuthus armeniacus
- †Mammuthus columbi
- †Mammuthus imperator
- †Mammuthus meridionalis
  - †Mammuthus meridionalis meridionalis
- †Mammuthus planifrons
- †Mammuthus primigenius

## Galleri
- Skelet fra en mammut.